# Vilhelm Ahlmann
Hans Vilhelm Ahlmann (født 14. februar 1852 på Fogdarp i Skåne, død 12. maj 1928 i Hillerød) var en dansk/svensk arkitekt, far til Marie Ahlmann.

## Uddannelse og virke
Vilhelm Ahlmann kom i tømrerlære i København og var dimittent fra Teknisk Institut i 1869, blev optaget på Kunstakademiet i januar 1870 med afgang i marts 1876. Derefter virkede han som konduktør hos H.B. Storck (bl.a. ved restaureringen af Stubbekøbing Kirke) og hos J.D. Herholdt (ved restaureringen af Sankt Peders Kirke i Næstved). Ahlmann var medlem af Det særlige Kirkesyn fra 1905.
Som naturligt var i hans uddannelse tilhørte Ahlmann den fra Herholdt udgåede og bl.a. af H.B. Storck og Hans J. Holm fortsatte nationalromantiske retning. Ahlmanns arkitektur er nærmest i slægt med Storcks og vidner om en solid og ikke helt uselvstændig kunstnerisk kultur. Foruden i Ahlmannns praksis gav hans historiske sans i forbindelse med hans evne til at tegne sig udslag i bidrag til værkerne: Danske Tufstens-Kirker (1894), Grenaa Egnens Kridtstenskirker (1896), Jydske Granitkirker (1903) samt til opmålingsværket Ældre nordisk Architektur.
Han udstillede på Charlottenborg Forårsudstilling 1879 og Den Nordiske Industri-, Landbrugs- og Kunstudstilling i Kjøbenhavn 1888.
Ahlmann var også bygningskyndig direktør i Hypotekforeningen for Laan mod sekundær Prioritet i faste Ejendomme i Aarhus.
Ahlmann er begravet på Frederiksberg Ældre Kirkegård.

## Værker
- Næstved Tekniske Skole, Jernbanevej, Næstved (1884)
- Kolding Kirke (1885)

I Århus bl.a.:
- Havnepakhus (Karens Mølle) (1888, brændt)
- Kontor og butiksejendom, Vestergade 21 (1892, nedrevet)
- Vestergade 26 (1892)
- Nr. Boulevard Skole (1892-93)
- forberedelsesskole til Aarhus Katedralskole, Guldsmedgade 25 (1894)
- Kontorhus i Vestergade (1895)
- Villa Varna (1896)
- Ejendommen Vestergade 12-14 (1896, nedrevet)
- Villa Expres, Fuglesangs Allé (1896)
- Kontorhus, Mindegade 11 (1896)
- Fødeklinik, Bethesdavej 31 (1897)

Desuden:
- Frederikshavn Kirke (1890-92)
- Børneasylet, Adelgade 37, København (1905, nedrevet)
- Holstebro Kirke (1906-07)
- 19 landsbykirker, bl.a. Hulsig Kirke (1893-94), Vejen Kirke (1896), Vedsted Kirke (1899), Tarm Kirke (opført 1912 som filialkirke, ombygget 1967)

### Restaureringer
- Apostelhuset og det tilstødende bindingsværkshus, kaldet Ridderhuset, i Riddergade i Næstved (1884)
- Adskillige kirker i Nordjylland (1889-1906)

### Projekter
- Vejle Kirkekonkurrence (1901, 2. præmie)
- Konkurrence om statshusmandsboliger (1. præmie 1908 i klassen vinkelbygninger)
- Rønne Kirkekonkurrence (1908, 3. præmie)